# Bund der Kommunisten Serbiens
Der Bund der Kommunisten Serbiens (serbokroatisch Савез комуниста Србије Savez komunista Srbije, СКС/SKS) war eine kommunistische Partei in Serbien und ein Teil des Bundes der Kommunisten Jugoslawiens, der Regierungspartei im ehemaligen Jugoslawien.

## Geschichte
Die Partei wurde im Mai 1945 als Kommunistische Partei Serbiens gegründet, bevor sie in die Kommunistische Partei Jugoslawiens eingegliedert wurde. In den 80er Jahren versprach Slobodan Milošević, den autonomen Provinzen Kosovo und Vojvodina Macht zu entziehen. Seine serbisch-nationalistische Politik verstärkte die ethnischen Spannungen in Jugoslawien.
Zu Beginn der 1990er Jahre brachten Spannungen zwischen den Teilrepubliken Jugoslawiens den BdKJ zum Zusammenbruch. Am 27. Juli 1990 verschmolz die Partei mit mehreren kleineren Parteien zur Sozialistische Partei Serbiens.

## Parteiführer
1. Blagoje Nešković (1941–1948)
2. Petar Stambolić (1948 – März 1957)
3. Jovan Veselinov (März 1957 – 4. November 1966)
4. Dobrivoje Radosavljević (4. November 1966 – Februar 1968)
5. Petar Stambolić (Februar 1968 – November 1968)
6. Marko Nikezić (November 1968 – 26. Oktober 1972)
7. Tihomir Vlaškalić (26. Oktober 1972 – Mai 1982)
8. Dušan Čkrebić (Mai 1982 – 17. Mai 1984)
9. Radiša Gačić (17. Mai 1984–1985)
10. Ivan Stambolić (1985 – Mai 1986)
11. Slobodan Milošević (Mai 1986 – 24. Mai 1989)
12. Bogdan Trifunović (24. Mai 1989 – 16. Juli 1990)